# Roman Rosinkiewicz
Roman Mirosław Rosinkiewicz (ur. 21 stycznia 1895 we Lwowie, zm. 26 stycznia 1943) – polski inżynier mechanik.

## Życiorys
Urodził się w rodzinie Kazimierza Jana i Heleny z Połończyków. Przed I wojną światową był członkiem Związku Strzeleckiego we Lwowie. W 1919 ochotnik Armii Polskiej we Francji. W latach 1919–1924 studiował na wydziale mechanicznym Politechniki Warszawskiej, gdzie uzyskał dyplom inżyniera mechanika; był w grupie pierwszych absolwentów specjalności lotniczej. Pracował przez krótki czas jako asystent w Katedrze Części Maszyn Politechniki, następnie przeszedł do Departamentu Aeronautyki Ministerstwa Spraw Wojskowych. Został skierowany do Polskiej Misji Wojskowej Zakupów w Paryżu, gdzie prowadził odbiór zakupionych we Francji samolotów, m.in. Hanriot H28 i Spad 61. W latach 1926–1928 był dyrektorem naczelnym, w latach 1928–1930 dyrektorem technicznym Wielkopolskiej Wytwórni Samolotów S.A. „Samolot” w Poznaniu, kierował produkcją samolotów Bartel BM4 i BM5. W latach 1930–1934 był dyrektorem technicznym Państwowych Zakładów Lotniczych w Warszawie, następnie dyrektorem technicznym i (od 1936) naczelnym Podlaskiej Wytwórni Samolotów w Białej Podlaskiej. Pełnił funkcję prezesa Związku Polskich Inżynierów Lotniczych (1932–1933).
We wrześniu 1939 przeprowadził ewakuację personelu Podlaskiej Wytwórni Samolotów do Rumunii; sam przedostał się do Francji, gdzie pozostał do końca życia.
Pochowany na Cmentarzu Wojskowym na Powązkach w Warszawie (kwatera A 34-3-1).

## Ordery i odznaczenia
- Złoty Krzyż Zasługi (dwukrotnie: 9 listopada 1932[3], 19 lipca 1939[4])